# New Forest
El New Forest (en español "Bosque Nuevo") es una zona en el sur de Inglaterra, en Reino Unido, que incluye grandes extensiones de pastos, brezales y bosques antiguos, que se encuentran en el área altamente poblada del sureste de Inglaterra. El hábitat que forma el New Forest cubre el sudoeste de Hampshire y parte del sur de Wiltshire. La porción que comprende el parque nacional de New Forest se encuentra ubicado en Hampshire, aunque también hay algo de territorio en Wiltshire. Adicionalmente el distrito de New Forest es una subdivisión de Hampshire que abarca la mayoría del bosque y algunas zonas aledañas. Hay varias pequeñas poblaciones dispersas en la zona. El punto más elevado de New Forest es Piper's Wait, al oeste de Bramshaw. Su cumbre se encuentra a 125 m sobre el nivel del mar.
El bosque fue temporalmente, entre 1996 y 2012, uno de los bienes de la Lista Indicativa de Reino Unido.

## Historia
Como gran parte de Inglaterra, el New Forest era una zona en origen boscosa, pero partes fueron despejadas para cultivar desde la Edad de Piedra a la Edad del Bronce. Sin embargo, la baja calidad del suelo del nuevo bosque significaba que las zonas despejadas se volvían tierras "baldías" de brezales. 

## Curiosidad
Se dice que los ponis del New Forest son descendientes de los que se salvaron de los barcos hundidos en la batalla del Solent con la Armada Invencible.

## Galería de fotos

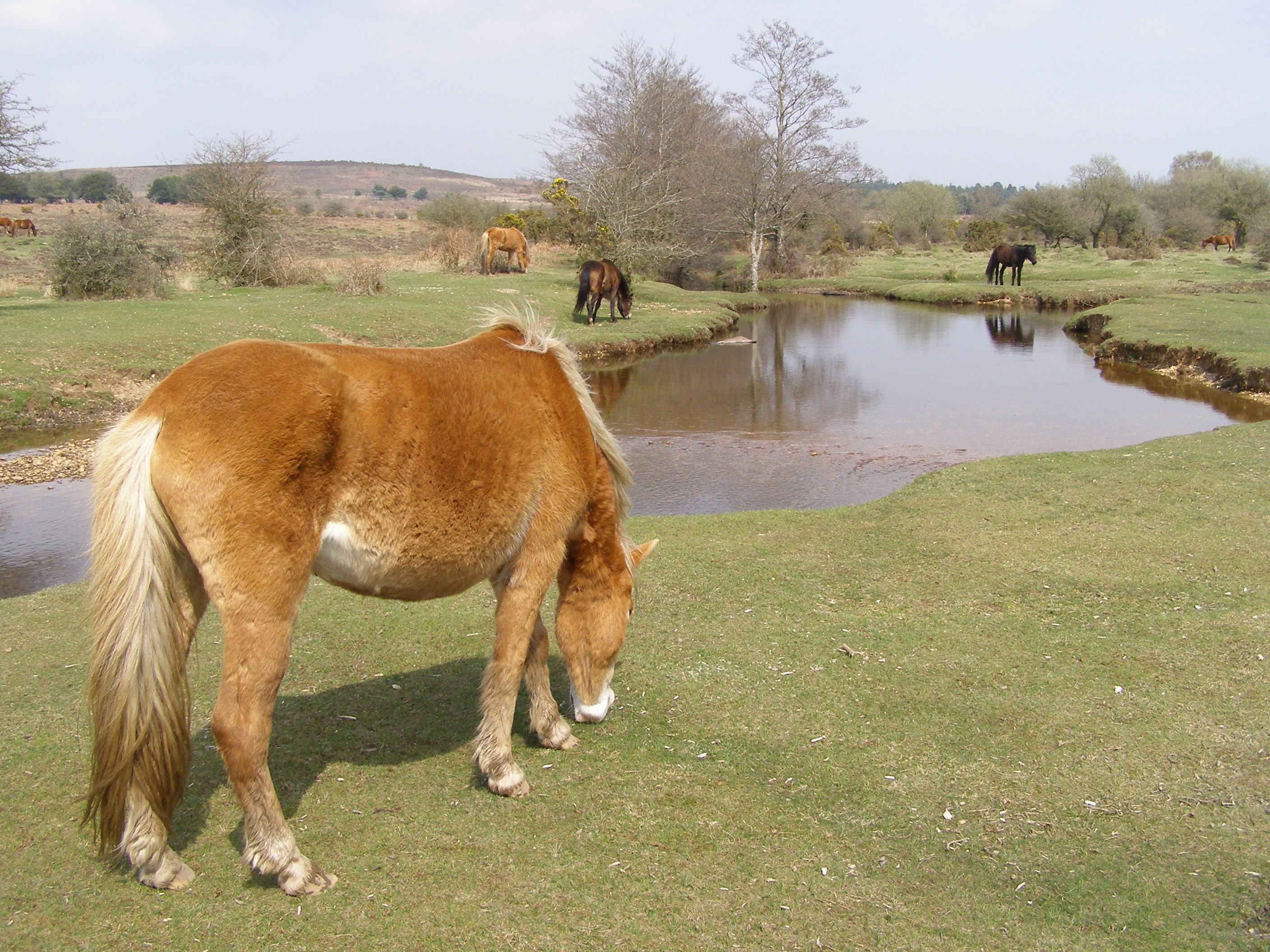
Ponis pastando en el Latchmore Brook
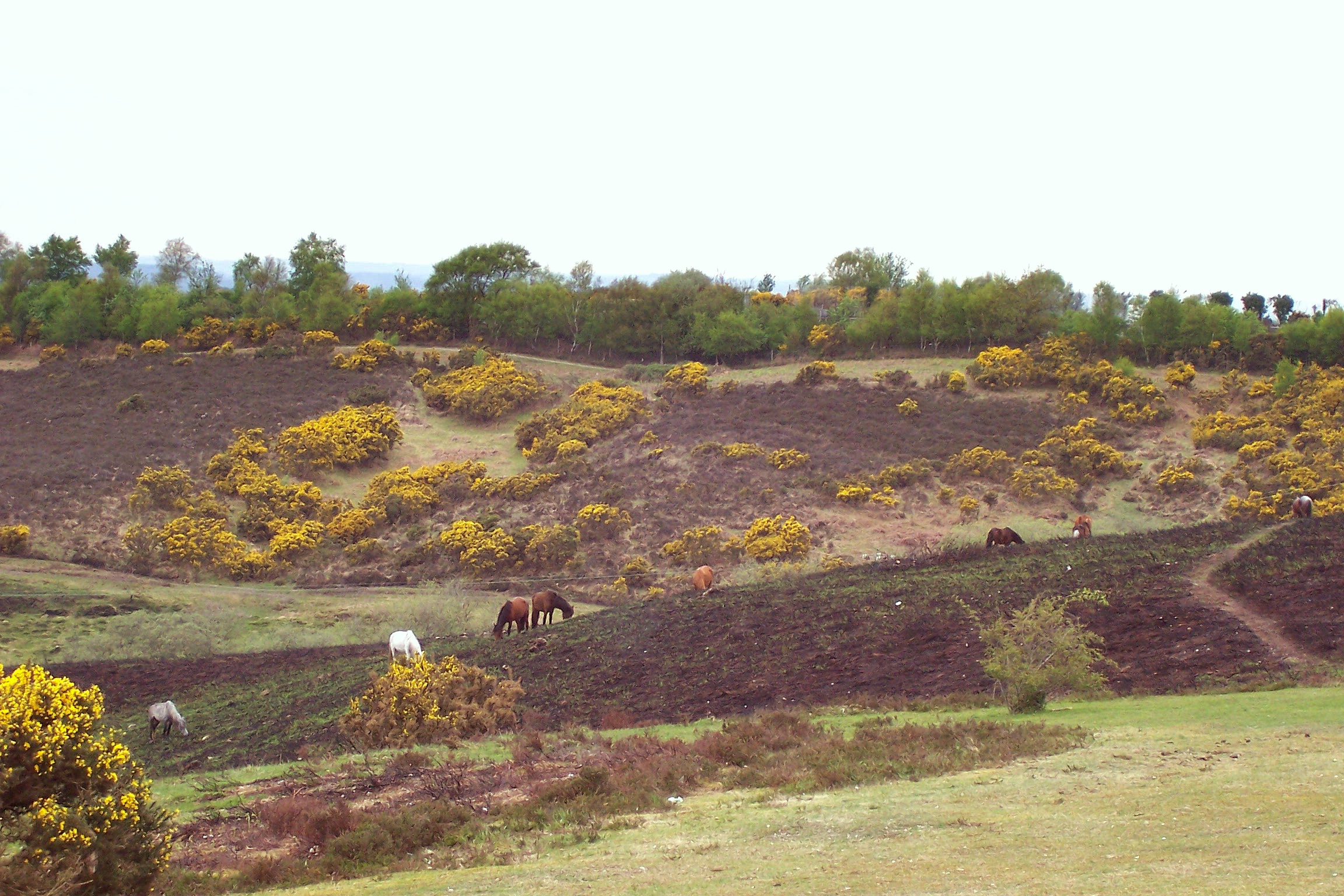
Ponis y vegetación en el New Forest
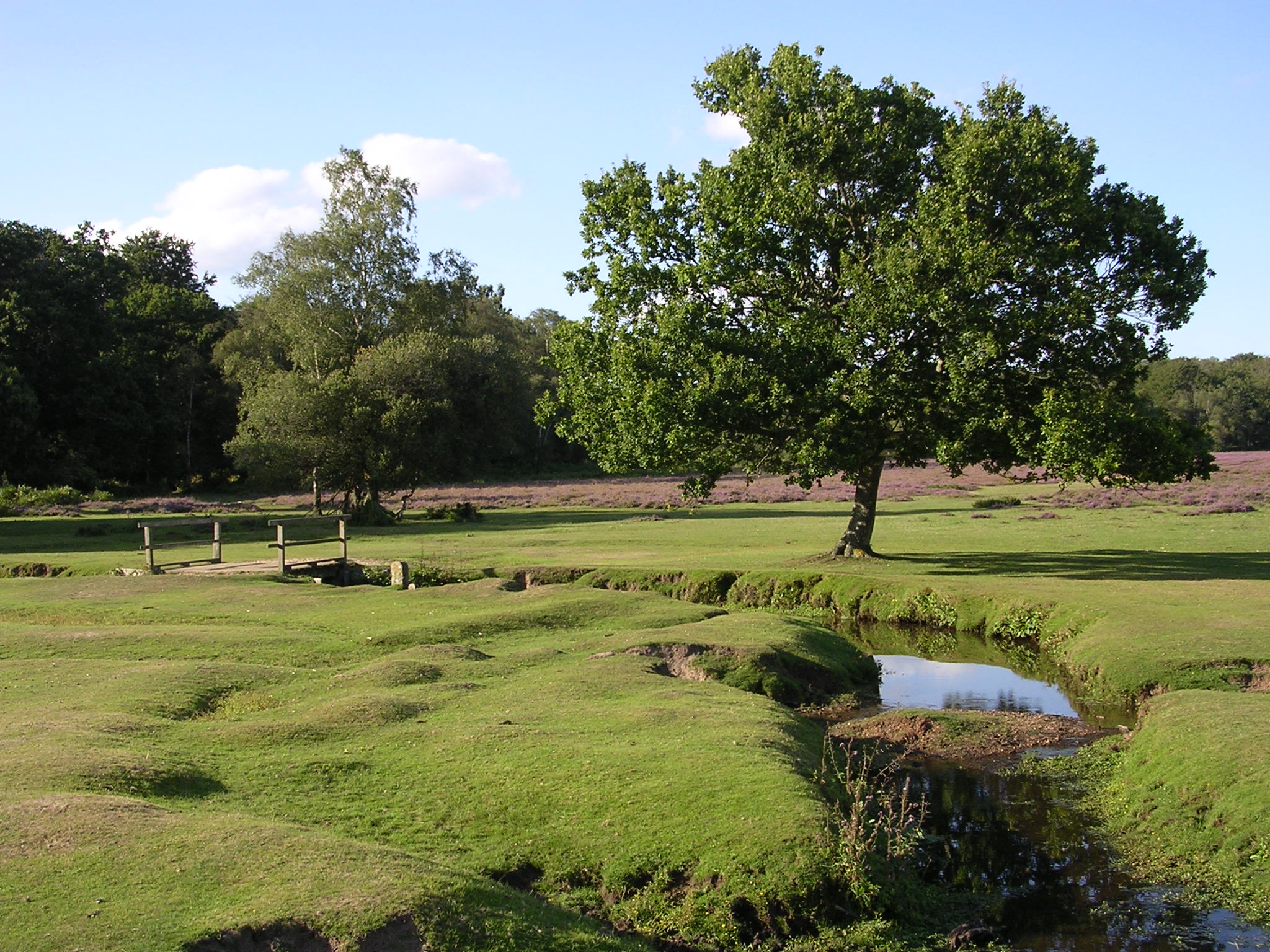
El río Beaulieu en Longwater Lawn